# Ebro (przedsiębiorstwo)
Ebro – hiszpański producent samochodów ciężarowych, dostawczych i terenowych oraz traktorów i silników.

## Historia firmy
- 1954: powstanie przedsiębiorstwa po przejęciu przez rząd Hiszpanii Ford Motor Iberica S.A. i zmiana nazwy na Motor Ibérica S.A.[2].
- 1954-1965: montaż samochodów ciężarowych na licencji i z podzespołów Forda
- 1955: rozpoczęto produkcję w Barcelonie traktorów Fordson Major produkowanego na licencji firmy Fordson i sprzedawanego w Hiszpanii jako Ebro 38.
- 1955: zaprezentowanie ciągnika Super Ebro powstałego na bazie ciągnika Fordson Super
- 1965: rozpoczęcie produkcji traktorów i silników wysokoprężnych na licencjach Massey Ferguson i Perkinsa; zakłady w Barcelonie produkowały ciągniki i samochody ciężarowe zaś zakłady w Madrycie silniki.
- 1973: rozpoczęto produkcję miniciągników Valpadana pod marką Elbro[3].
- 1979: Massey ferguson sprzedaje 36% akcji japońskiej firmie Nissan Motor Company a wsparcie techniczne i produkcyjne kontynuuje do 1986 roku[4].
- 1980: zaprezentowano ciągniki Ebro serii 6000
- 1986: Nissan postanawia sprzedać Kubocie dział produkcji ciągników rolniczych[5]. W 1986 powstaje Ebro Kubota S.A. z 3 akcjonariuszami: Motor Ibérica (80%), Kubota (15%) i Marubeni (5%). Nowa siedziba fabryki ciągników Ebro Kubota będzie w Cuatro Vientos w Madrycie, która jest w stanie produkować do 8000 jednostek / rok. Kubota zobowiązuje się stopniowo przejmować udziały od Motor Ibérica.
- 1988 wprowadzenie na rynek nowych ciągników Ebro-Kubota serii 8000 wyposażone w silniki Perkins o mocy maksymalnej 135 KM.[6]
- 1989 rozpoczęcie montażu silników Nissan w ciągnikach Elbro Kubota.
- 1991 wprowadzenie nowej serii Elbro Kubota H 100[7].
- 1991 zaprezentowano ciągniki Kubota serii K1 wyposażone w 6-cylindrowe silniki Nissan B6.60 o mocy od 125 KM do 165 KM.[8]
- 6 kwietnia 1994 r. Kubota zamyka fabrykę w Cuatro Vientos w Madrycie.

## Modele
Lista niepełna
- Ebro F-108
- Ebro F-273
- Jeep Ebro
- Jeep Ebro Commando
- Ebro Patrol

## Galeria

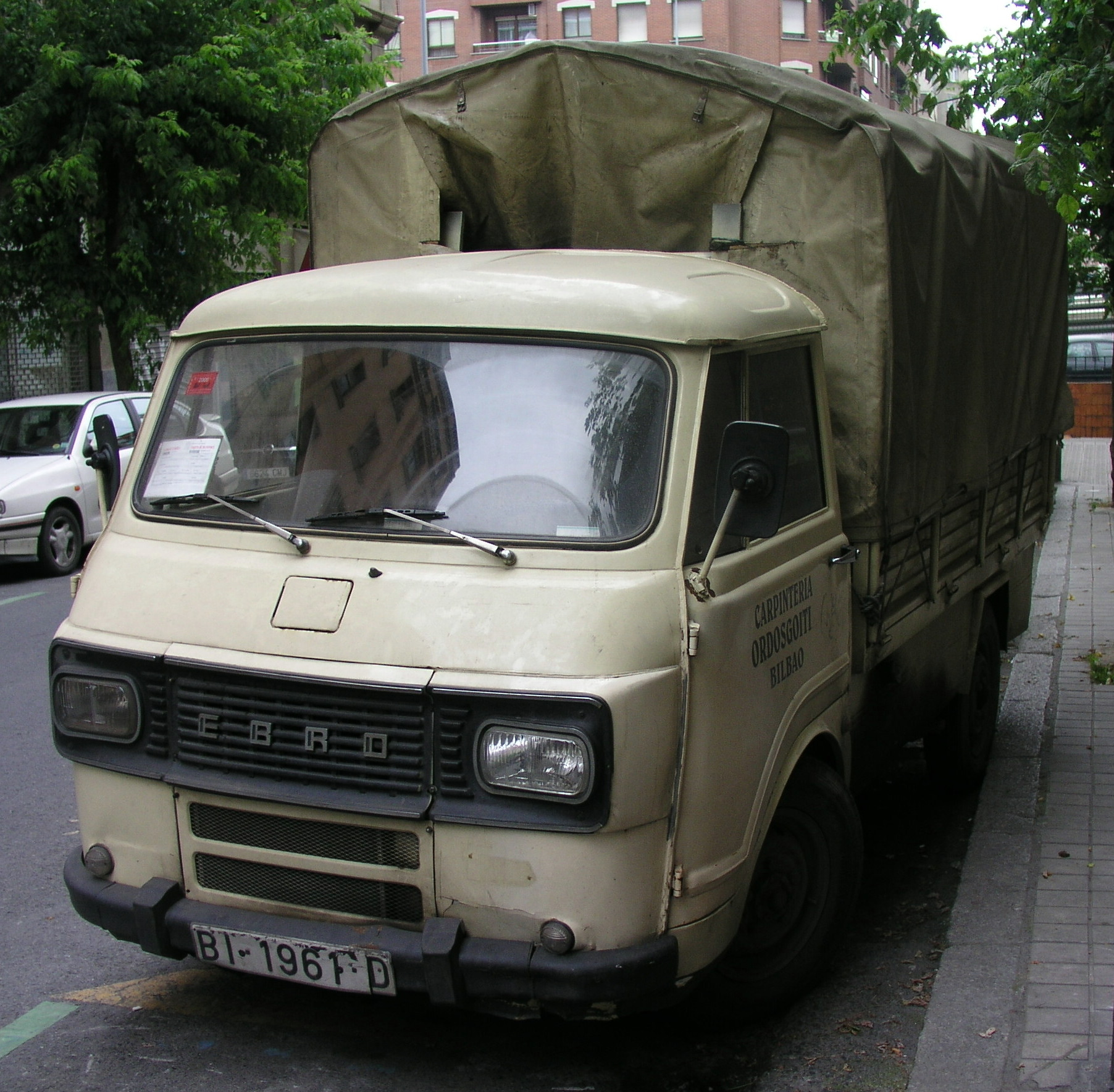
Ebro F-108
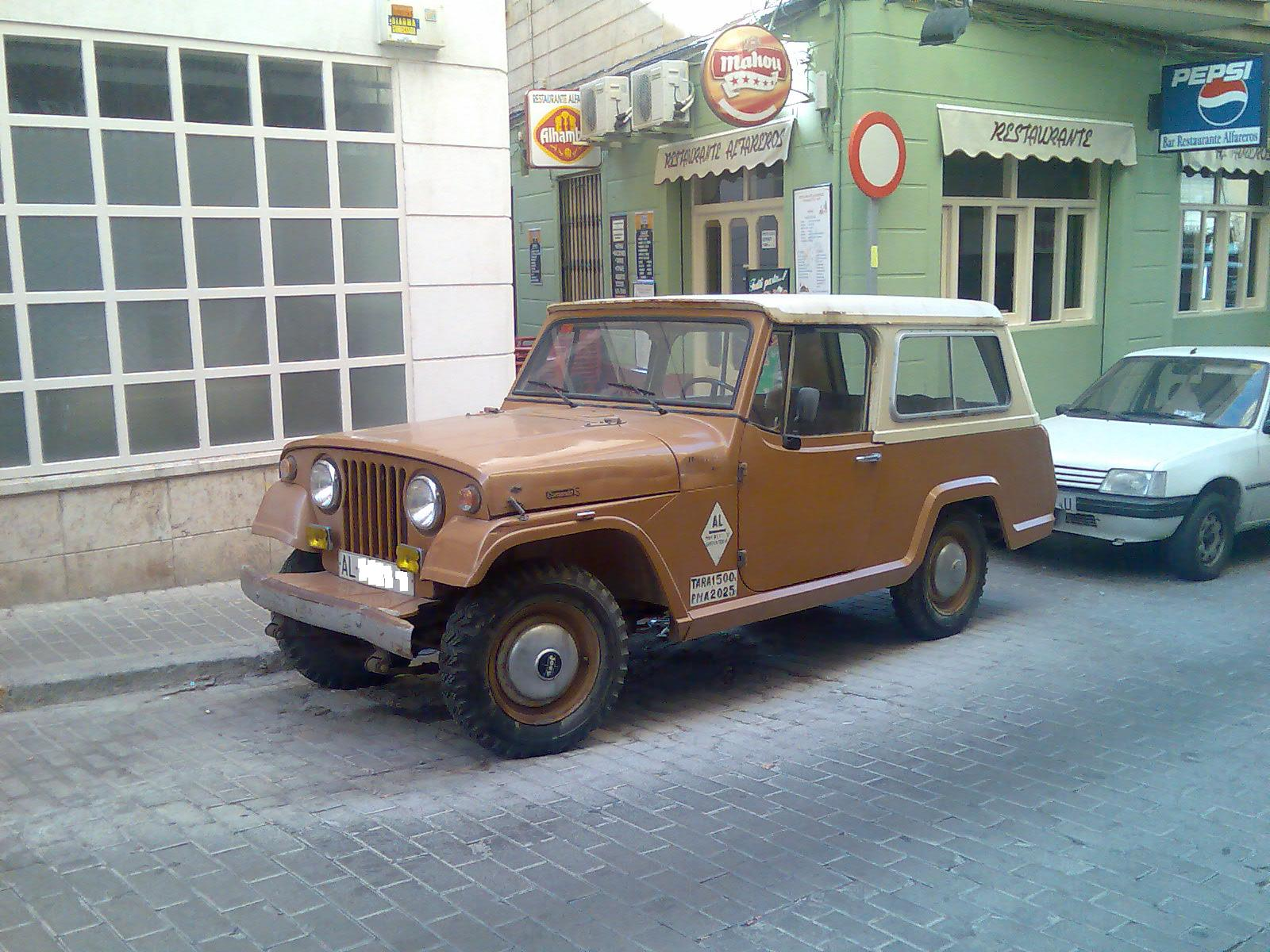
Jeep-Ebro Comando
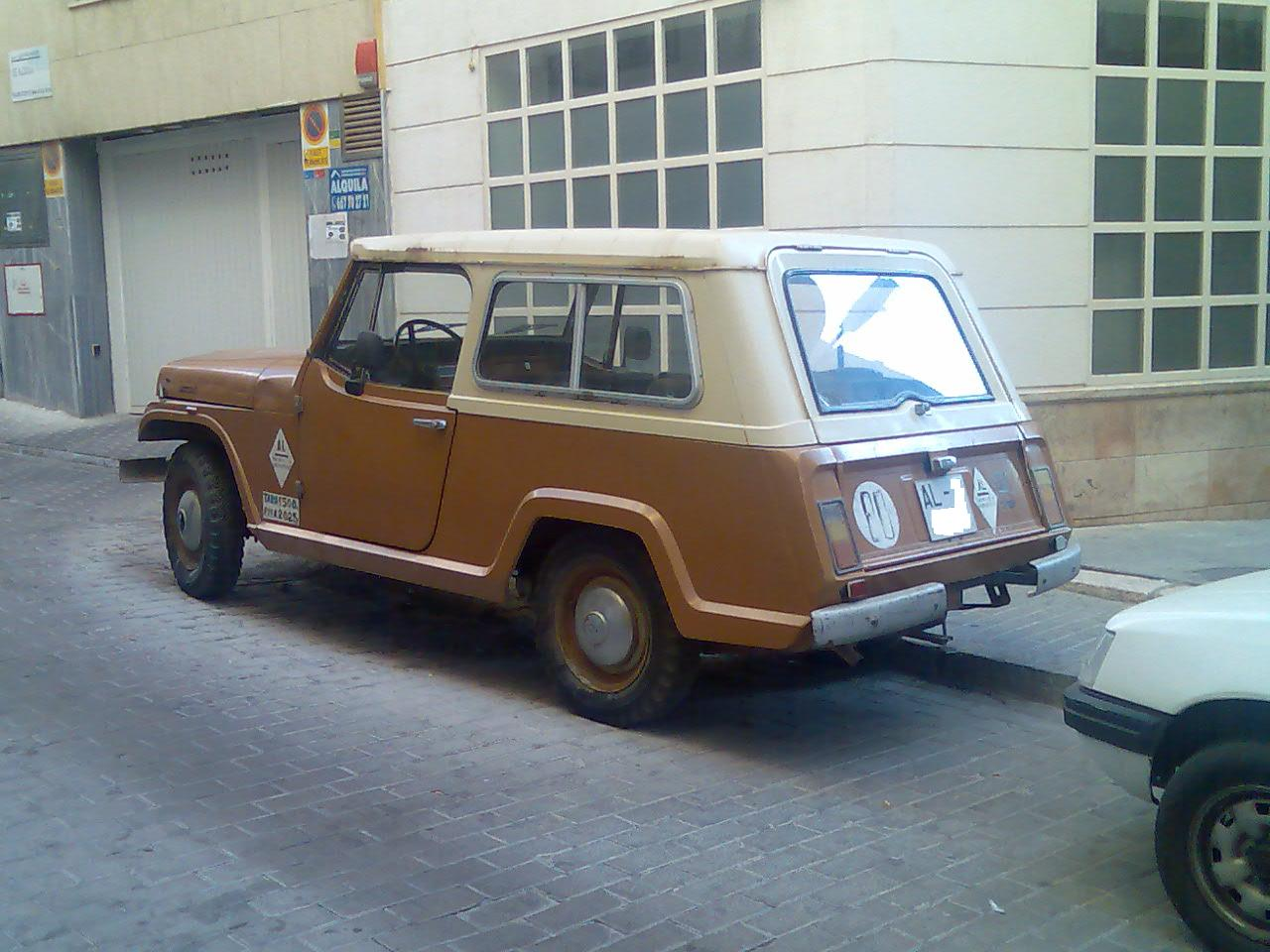
Jeep-Ebro Comando - tył pojazdu
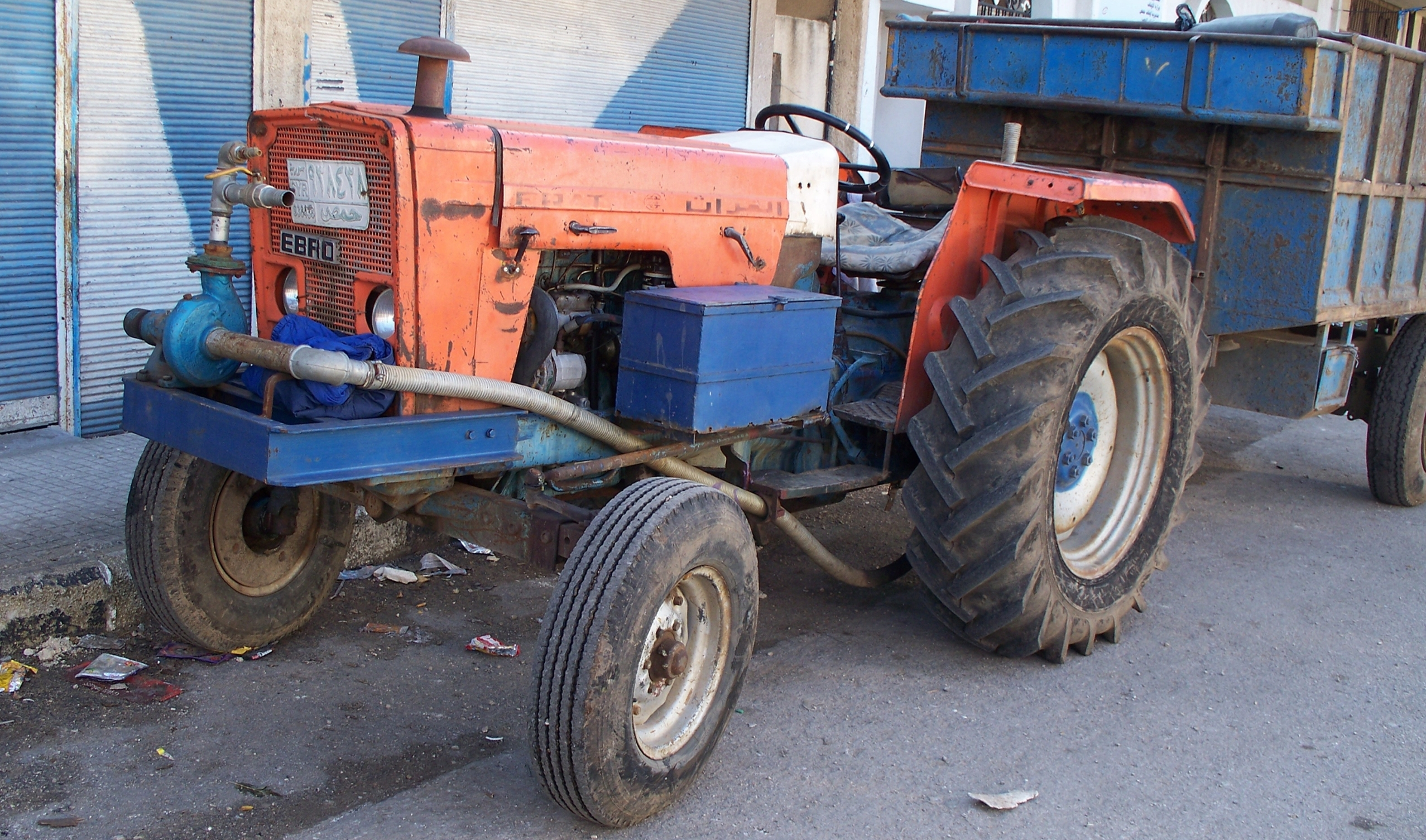
traktor marki Ebro
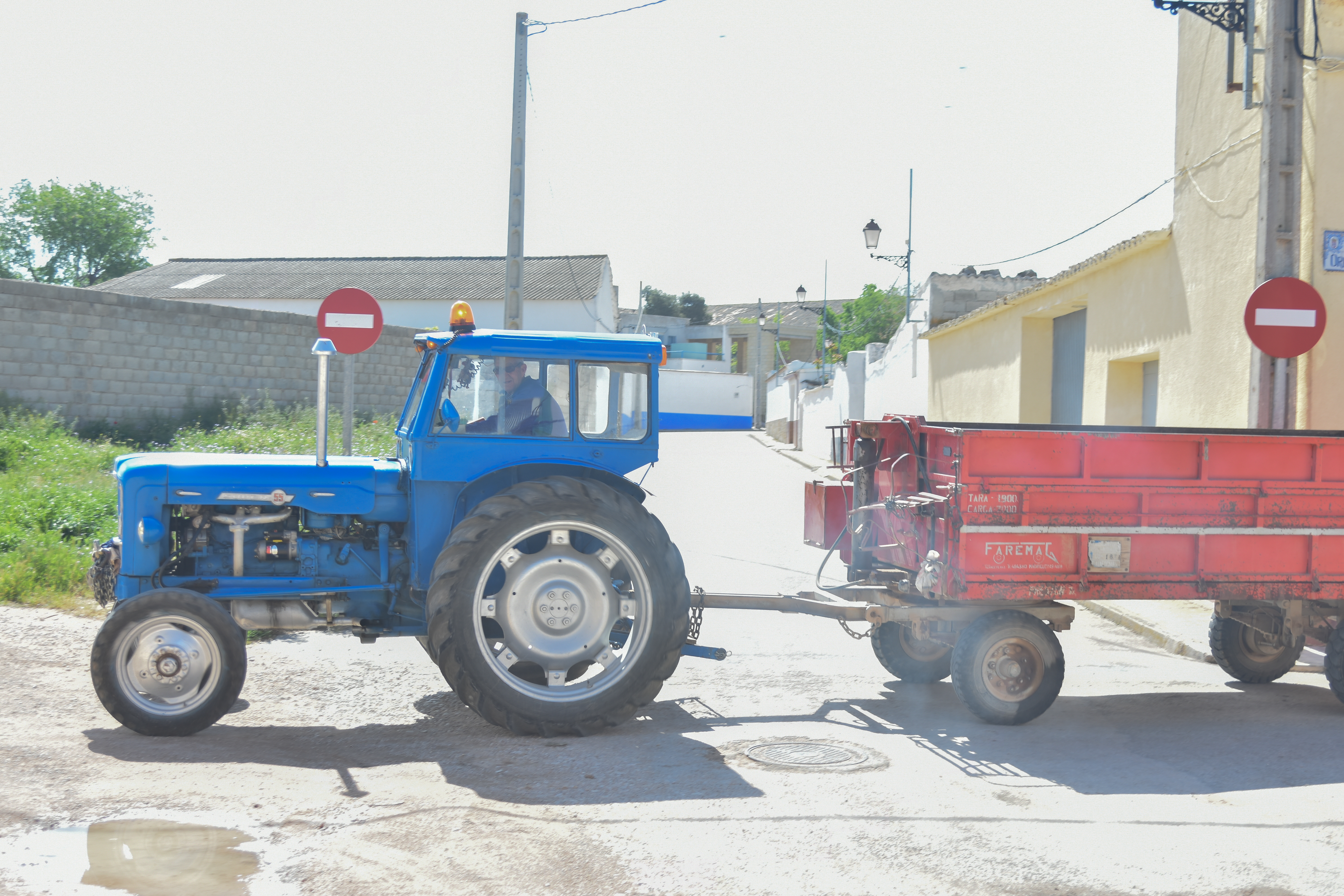
Ebro Super 55